# Широ, Тома
Тома́ Широ́ (фр. Thomas Chirault; род. 15 сентября 1997, Морёй) — французский лучник, специализирующийся в стрельбе из олимпийского лука. Чемпион Европейских игр, призёр чемпионата Европы, участник Олимпийских игр.

## Биография
Тома Широ родился 15 сентября 1997 года.
Изучал химию в Сорбонне.

## Карьера
Начал заниматься спортом в возрасте 11 лет, когда родители послали его учиться в интернат в Компьень, где он начал заниматься стрельбой из лука после того, как его пригласил попробовать двоюродный брат. Широ рассказывал, что пробовать заниматься дзюдо, играть в футбол, хоккей, но ничего из этого ему не понравилось.
В 2017 году участвовал на этапах Кубка мира в Солт-Лейк-Сити, где в миксте дошёл до 1/8 финала, а также в личном турнире в Анталии, где стал четвёртым. На чемпионате мира в Мехико выступил в личном турнире неудачно, став лишь 57-м. Однако в составе мужской команды завоевал серебро.
В 2018 году участвовал на этапе Кубка мира в Берлине, где стал девятым в миксте. В этой дисциплине Широ сумел добраться до четвертьфинала в Шанхае. На этапе в Солт-Лейк-Сити в личном турнире завоевал бронзовую медаль. Принял участие в чемпионате Европы в Легнице, где завоевал серебро в миксте, добрался до четвертьфинала в личном турнире и стал девятым с командой.
В 2019 году участвовал на Кубке мира в Медельине, став девятым в личном турнире. Также на этом этапе участвовал в миксте и занял четвёртое место. На Европейских играх в Минске завоевал золотую медаль с мужской командой, а в индивидуальном первенстве достиг 1/8 финала. На чемпионате мира в Хертогенбосе добрался до 1/32 в личном турнире, а с командой достиг 1/8 финала. В миксте проиграл уже на стадии 1/16 финала.
На Кубке мира 2021 года в Гватемале сумел достичь 1/8 финала в личном турнире. В Лозанне спустя месяц повторил этот результат, а также стал пятым в смешанной команде. На домашнем этапе в Париже достиг четвертьфинала в миксте.
В мужском командном турнире в первом матче французы с сухим счётом проиграли США. В личном турнире в первом же матче со счётом 4:6 Широ проиграл нидерландскому лучнику Гейсу Бруксма.